# Paralimnoria andrewsi
Paralimnoria andrewsi is een pissebed uit de familie Limnoriidae. De wetenschappelijke naam van de soort is voor het eerst geldig gepubliceerd in 1910 door William Thomas Calman.